# Пинске, Михаэль
Михаэль Пинске (нем. Michael Pinske; 22 августа 1985, Берлин) — немецкий дзюдоист, участник Олимпийских игр в Пекине.

## Карьера
Участвовал на многих крупных турнирах по дзюдо. Чемпион Германии (2009). На Чемпионатах Европы трижды подряд останавливался в шаге от медалей, занимая пятое место. В 2008 году на Олимпиаде в Пекине Пинске в своей категории в первом же поединке проиграл швейцарцу Сергею Ашвандену.

## Семья
Мать Пинске - известная немецкая пловчиха, трехкратная Олимпийская чемпионка Андреа Поллак (1961-2019).